# 务虚会
务虚会，是中华人民共和国特有的一种会议，指各级政党、政府机关、军队、企事业单位等的决策层就组织机构整体战略或某项具体工作，从政治、思想、政策、理论等诸方面进行讨论，达成共识，创造理论、制定路线、提出纲领、确立原则的会议。“务虚”与“务实”相对：务虚会不是以某一个具体事物为对象，而要从具体实际出发，舍弃特殊性，抽象出普遍性，因而被称为“务虚”（最早见于郑观应的《盛世危言》序: “务实而戒虚”）。务虚会往往在日历年、财政年或者一个阶段的初期（如五年计划）召开，讨论制定一个阶段的计划安排以及希望达到的目标，作为准则和大纲。年底或阶段结束时再根据务虚会制定的安排和目标，开务实会予以分析总结。1979年初，中共中央召开的理论工作务虚会是最有名的务虚会之一，四项基本原则就是邓小平在该次会议上提出的理论。